# Nowosiady (sielsowiet Bieniakonie)
Nowosiady (biał. Навасады; ros. Новосады) – wieś na Białorusi, w obwodzie grodzieńskim, w rejonie werenowskim, w sielsowiecie Bieniakonie.
Miejscowość dawniej nosiła nazwę Nowosiady Małe. W dwudziestoleciu międzywojennym leżała w Polsce, w województwie nowogródzkim, w powiecie lidzkim, do 11 kwietnia 1929 w gminie Siedliszcze, następnie w gminie Werenów.